# Katolicy języka hebrajskiego
Katolicy języka hebrajskiego (hebr. ‏עברים קתולים‎ Iwrim Katolim) – grupa chrześcijan, członków Kościoła rzymskokatolickiego, którzy używają w liturgii języka hebrajskiego. Największe skupisko znajduje się w Izraelu.

## Doktryna
Katolicy języka hebrajskiego uznają w pełni nauczanie Kościoła rzymskokatolickiego. Różnice nie dotyczą wykładni wiary, ale praktyk liturgicznych. Przykładem może być używanie zarówno rzymskiego kalendarza liturgicznego, jak i kalendarza świąt żydowskich jednocześnie. Żydowscy katolicy obchodzą Paschę, Rosz ha-Szana, Szawuot i zachowują inne znane tradycje judaistyczne.
Ruch, albo też wspólnota katolików języka hebrajskiego nie uważa się za sektę chrześcijańską czy grupę schizmatyczną. Ich identyfikowanie się z Żydami z równoczesnym jasnym samookreśleniem się jako katolików jest akceptowane przez Stolicę Apostolską. Wspólnota uznaje zwierzchnictwo papieża. Żydowscy katolicy sprawują eucharystię według rytu rzymskiego w języku hebrajskim. Katolicy języka hebrajskiego zamieszkujący Izrael mają swojego biskupa w osobie Pierbattisty Pizzaballi, aktualnego łacińskiego patriarchy Jerozolimy.

## Historia
W 1952 papież Pius XII pozwolił, by katolicy obrządku łacińskiego mieszkający w Izraelu mogli używać w liturgii języków hebrajskiego i aramejskiego. Trzy lata później łaciński patriarcha Jerozolimy Alberto Gori zaaprobował powstanie Œuvre de Saint Jacques l’Apôtre (Apostolat św. Jakuba Większego), który następnie przerodził się w Wikariat dla katolików języka hebrajskiego.
W 1990 benedyktyn izraelski Jean-Baptiste Gourion mianowany został wikariuszem apostolskim dla wspólnoty języka hebrajskiego przy łacińskim patriarchacie w Jerozolimie. Trzynaście lat później o. Gourion konsekrowany został na biskupa pomocniczego Jerozolimy. Konsekratorami byli Michel Sabbah, kardynał Roger Marie Élie Etchegaray oraz nuncjusz w Ziemi Świętej Pietro Sambi. Po śmierci biskupa Gouriona w 2005 Wikariuszem Patriarchalnym dla wspólnoty języka hebrajskiego wybrano kustosza Ziemi Świętej Pierbattistę Pizzaballę OFM, długoletniego duszpasterza tej grupy katolików w Jerozolimie. W latach 2008–2017 roku funkcję wikariusza pełnił ks. David Neuhaus SI. Od października 2017 roku powyższą wspólnotą kierował ks. Rafic Nahra, od września 2021 Wikariuszem Patriarchalnym jest ks. Piotr Żelazko.
Głównymi celami erekcji wikariatu apostolskiego dla katolików języka hebrajskiego były: prowadzenie centrów, w których hebrajskojęzyczni katolicy mogliby się zbierać na modlitwie i sprawowaniu liturgii (Beer Szewa, Hajfa, Jerozolima, Jafa-Tel Awiw, Tyberiada) oraz praca na rzecz wzajemnego zbliżenia chrześcijańsko-żydowskiego.
Obecnie dla wikariatu pracuje trzech kapłanów polskiego pochodzenia: ks. Piotr Żelazko - Wikariusz Patriarchalny Katolików Języka Hebrajskiego, ks. Roman Kamiński – proboszcz wspólnoty w Beer Szewie, o. Apolinary Szwed OFM zajmujący się duszpasterstwem w Jafie-Tel Awiwie. Kapłanami pracującymi wśród katolików języka hebrajskiego byli o. Daniel Oswald Rufeisen OCarm i ks. Grzegorz Pawłowski.

## Stowarzyszenie Hebrajskich Katolików
W roku 1979 żydowski karmelita o. Elias Friedman OCD razem z Andrzejem Shollem, Żydem ocalałym z Holokaustu, założyli Stowarzyszenie Hebrajskich Katolików (Association of Hebrew Catholics, AHC), które skupia katolików żydowskiego i nieżydowskiego pochodzenia. W połowie lat osiemdziesiątych XX w. zostało ono przeszczepione na grunt amerykański. Dzisiaj istnieje również w Kanadzie, Francji, Włoszech, Australii, Hiszpanii, Wielkiej Brytanii, Wenezueli, Kolumbii, Argentynie, Meksyku i Niemczech. W roku 2000 z ruchem związanych było około 10000 osób.

## Znani katolicy żydowskiego pochodzenia
Osoby pochodzenia żydowskiego, które przyjęły katolicyzm i wyróżniły się działalnością społeczną, oświatową lub religijną:
- Anioł z Jerozolimy (1185–1222) – święty katolicki, karmelita
- Teresa Benedykta od Krzyża (Edyta Stein) (1891–1942) – święta katolicka, karmelitanka bosa
- José Luis Carvajal y de la Cueva (1539–1590) – konkwistador hiszpański
- Alfons Ratisbonne (1814–1884) – mistyk i zakonnik francuski
- Teodor Ratisbonne (1802–1884) – ksiądz francuski i pisarz
- Jean-Marie Lustiger (1926–2007) – kardynał, emerytowany arcybiskup Paryża
- Izrael Zolli (1881–1956) – były rabin Rzymu
- André Frossard (1915–1995) – dziennikarz, pisarz, filozof, członek Akademii Francuskiej od 1987
- Jean-Baptiste Gourion (1934–2005) – biskup i opat, wikariusz apostolski dla katolików żydowskich w Izraelu